# Monreal
Monreal (cooficialmente en euskera: Elo) es una villa y un municipio español de la Comunidad Foral de Navarra, situado en la merindad de Sangüesa, en la comarca de Aoiz y a 18 km de la capital de la comunidad, Pamplona. 
Su población en 2017 fue de 512 habitantes (INE), su término municipal tiene una superficie de 22,61 km²y su densidad de población es de 22.64 
 hab/km².
Junto a ella se alza la Higa montaña desde la que se puede divisar una vista panorámica de la zona. A pesar de su pequeño tamaño contaba con judería y tuvo cierta importancia como villa, ganándose el derecho, durante un tiempo, de acuñar moneda propia. Es punto de paso del Camino de Santiago, llegando a dormir 2000 peregrinos el año 2019.

Su gentilicio es monrealés/a[cita requerida] o eloarra, este último tanto en masculino como en femenino.

Término municipal de Monreal

## Geografía
La villa de Monreal, a 545 m de altitud, limita con Elorz y Unciti, al norte, con Ibargoiti, al este, con Olóriz, al sur, y con Unzué y Elorz nuevamente, al oeste. Está comunicada por dos vías principales: la autovía de los Pirineos (A-21) y la NA-2420.

### Entorno físico
El término está sobre una especie de corredor de margas de Pamplona (del Eoceno medio) flanqueado por dos alineaciones montañosas al noreste y al suroeste:
1. La primera es la más baja (746 m) y enlaza la sierra de Tajonar con las que flanquean por el sur a la Peña de Izaga. Este corredor habría sido excavado en las margas que afloran en un anticlinal accidentado al este por la falla de Ibargoiti.
2. Al suroeste se alza la sierra de Alaiz  y que culmina en la Higa (1289 m.). Es un braquianticlinal cabalgante hacia el sur, afectado por varias fallas de desgarre y formado principalmente por calizas de Eoceno.

Al sur del cabalgamiento de Alaiz hay una franja de la formación detrítica margo-areniscosa de Sangüesa.

### Entorno medioambiental
El clima es de tipo mediterráneo continentalizado. Algunos de sus valores medios anuales son 10°-13 °C de temperatura, 1000-1600 mm de precipitaciones, caídas en 100-140 días y 600-725 mm de evapotranspiración potencial.
La vegetación natural, se corresponde al tipo climático antes reseñado, formada de robles, encinas de los carasoles, además de pinos silvestres y hayas en las zonas de umbrías húmedas. Todavía quedan rodales de estos bosques bastante deteriorados; también hay pinares de repoblación.

## Historia
Residencia de caza de los reyes de Navarra, contó con un castillo, del que aún se pueden ver algunos restos y que se ubica sobre una colina que domina en altura a la localidad. Fue mandado derribar en el siglo XVI (año 1521) por los monarcas españoles, como otras muchas fortificaciones defensivas propias del reino de Navarra.
El rey García Ramírez  le concedió el fuero de los francos de Estella en 1149. Es creencia generalizada que fue algún rey navarro, quizás el mismo , quien bautizó a la localidad que antes se llamaba Elo con el nombre de Monreal.[cita requerida]
Tuvo Casa de la Moneda o Ceca durante un corto periodo (1383-1384) del reinado de Carlos II.
En 1466 se le concedió a la villa un día de mercado en premio a la lealtad mostrada al rey Juan II, en la disputa de este con su hijo, el Príncipe de Viana. En dicho mercado se concedía libertad de comprar y vender sin pagar impuestos ni derechos. Además, a los concurrentes, de todo origen y condición, se les garantizaba su seguridad. Hoy sólo queda la plaza del Mercado. 
En la Guerra de la Independencia (1808-1814) fue escenario de numerosos episodios bélicos. Parece que aquí, en Monreal, en 1809, cuando una importante contingente de guerrilleros navarros aceptaron la jefatura de Javier Mina, natural de Otano, durante esta guerra, y aquí se refugió después a menudo su sucesor Espoz y Mina, natural del vecino Idocin. En los alrededores de la villa, durante las navidades de 1810, libraría este caudillo una de sus mejores acciones contra las tropas napoleónicas. Posteriormente en su retirada, en 1814, los franceses incendiaron la desaparecida iglesia de Santa María del Burgo. 
En 1847, según el Diccionario de Madoz, Monreal tenía escuela, dotada con 2600 reales, que se pagaban del fondo de propios, de una fundación que existía al efecto y de las retribuciones de los discípulos. La iglesia estaba servida por un vicario y tres beneficiados. Tenía la villa un buen camino, el de Pamplona a Sangüesa. Funcionaba un molino harinero, propiedad de la villa. 
Durante la tercera guerra carlista (1872-76) los partidarios de Don Carlos se hicieron fuertes en la ermita de Santa Bárbara. 
En los años 1920 las escuelas eran ya dos, había una fábrica de chocolates y sociedad harinera. Al comienzo de la contienda dieron bastantes problemas al general Nouvilas.

### Topónimo
Monte del Rey. Las primeras referencias escritas sobre Monreal datan del siglo XII. En documentos medievales de ese siglo aparece bajo distintas formas: Mone Real, Monrreal, Mont Real, Monte Real, Monte Realle, Monte Regale y Montis Reyalis. Posteriormente acabaría imponiéndose la forma apocopada Monreal, variante como todas las demás antes mencionadas de la expresión monte real.
Existen varias teorías sobre el origen del nombre Monreal. José Moret dejó escrito en sus Annales del Reyno de Navarra (publicado en 1695) que el nombre se debía al aumento y fortificación con castillo en una eminencia de orden de algún Rey. La otra explicación tradicional que se ha dado al nombre de la villa alude a que desde las cumbres de Alaiz hacia el Sur los montes eran de realengo. Los reyes navarros utilizaron estos montes como zona de caza.[cita requerida]
Elo es el nombre en euskera de la localidad «aunque tiene difícil explicación». Existen bastantes testimonios que dan fe de ello. José Moret dejó escrito en su mencionado libro que Elo era el nombre primitivo y vascón de Monreal. También está documentado en el siglo XVI que el camino que iba de Tiebas a Monreal se llamaba Elobidea (camino de Elo). Elo ha carecido siempre de oficialidad y cuando el euskera dejó de hablarse en la localidad en la primera mitad del siglo XIX también dejó de utilizarse. Sin embargo, siempre ha existido conciencia de que era el nombre antiguo vasco de la localidad y por ello la Real Academia de la Lengua Vasca lo adoptó en la segunda mitad del siglo XX como nombre formal de la localidad en euskera. De acuerdo a la actual zonificación lingüística de Navarra, Monreal o Elo queda actualmente en la Zona Navarra donde existe un aumento notable del Euskera, al igual que en el resto de la cuenca de Pamplona.
El topónimo Elo es de etimología enigmática. Algunos lo han relacionado con la palabra elor (espino en lengua vasca). Julio Caro Baroja, sin embargo lo consideró un posible antropónimo relacionado con el nombre de persona Eilo o Elo, frecuente en la Álava medieval. Caro Baroja citó en sus obras a una tal Elo Bellacoz, señora que era natural del Valle de Mena, a un tal Eylon, que fue conde de Álava y al dios aquitano Ele, como nombres posiblemente relacionados con el del pueblo de Elo/Monreal.
Se describen antropónimos semejantes la Edad Media, con variaciones o vacilaciones en las grafías, como es el caso de la condesa Eylo Alfonso, cuyo nombre se puede encontrar escrito como «Eilo», «Elo», «Ello» o «Elion». 

## Demografía
Monreal cuenta con una población de 512 habitantes (INE 2024).
| Gráfica de evolución demográfica de Monreal entre 1842 y 2021 |
| |
| Población de derecho según los censos de población del INE Población de hecho según los censos de población del INEEn estos censos se denominaba Monreal: 1842, 1857, 1860, 1877, 1887, 1897, 1900, 1910, 1920, 1930, 1940, 1950, 1960, 1970, 1981, 1991 y 2001 |

## Administración y política
| Mandato   | Nombre del alcalde         | Partido político |
| --------- | -------------------------- | ---------------- |
| 2007-2011 | Rosario Tirapu             | AEE              |
| 2011-2015 | María Izaskun Zozaya Yunta | AIL              |
| 2015-2019 | María Izaskun Zozaya Yunta | AIL              |
| 2019-2023 |                            |                  |

## Patrimonio

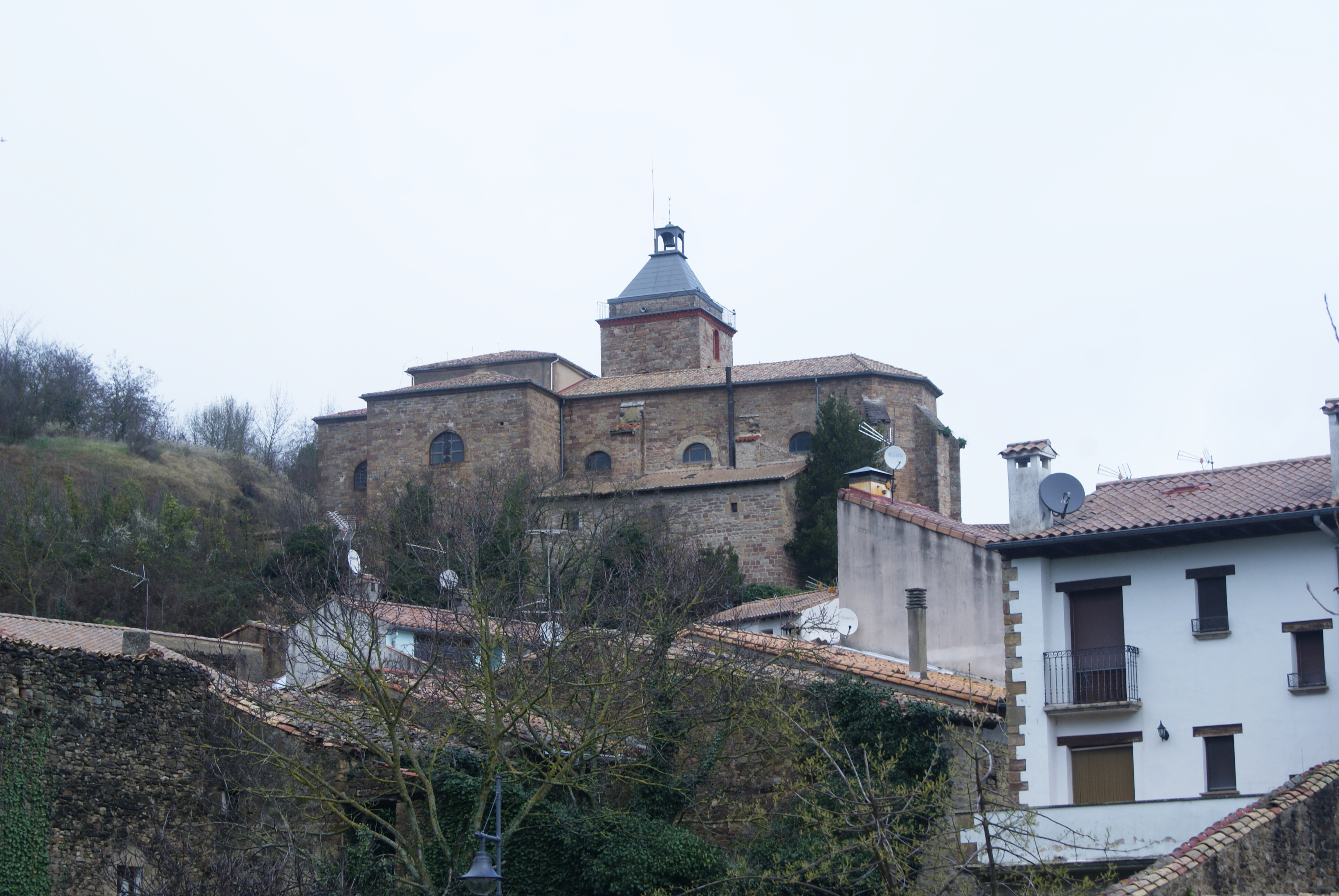
Monreal (Navarra) - Iglesia parroquial de Nuestra Señora de la Natividad

### Monumentos religiosos
- Parroquia La Natividad de Nuestra Señora. (iglesia de S. Martín de Tours hasta 1902).  En tiempos hubo dos iglesias, una bajo la advocación de San Martín de Tours y otra de Santa María, que se acabaron siendo una sola parroquia al desaparecer la segunda aunque parte de su mobiliario entre el que figura su Virgen titular (siglo XIII) se trasladó a la primera en donde actualmente se conserva.  El edificio actual, de planta de cruz latina, está construida en varias etapas y con diferenciados estilos, como pueden ser su origen góticorenacentista y barroco, con grandes cambios en el siglo XVIII. Entonces se construyó un nuevo crucero, transepto y capilla mayor, y se reorientó el templo, es decir, se cambió de dirección de forma que la antigua cabecera poligonal se corresponde ahora con el tramo primero de la nave. Esta nave tiene tres tramos: el primero, poligonal, está cubierto con una bóveda de crucería estrellada con clave, mientras que los demás lo están con bóvedas de crucería simple, un crucero con cúpula sobre pechinas y unos transeptos con bóveda de cañón con lunetos. La actual capilla mayor es de testero recto y recibe bóveda de crucería simple.  La torre campanario se ubicada en el lado de la epístola. También en este lado se sitúa el acceso al interior del templo mediante un pórtico que muestra una puerta moderna de arco de medio punto, corresponde a la remodelación proyectada en 1800 por el arquitecto neoclásico Juan José de Armendáriz.

El retablo mayor de carácter romanista (ca. 1600), fue transformado en 1927 al realizar en él un nuevo sagrario expositor y transformar su calle central con la incorporación de un grupo escultórico moderno de San Martín con el pobre que desentona del resto de las esculturas (tallas y relieves) pertenecientes a la obra original de finales del renacimiento. Consta de banco, cinco calles de tres pisos y ático. Sobre el sagrario moderno, resalta el retablo la imagen de Santa María con el Niño, de pequeño tamaño y configuración gótica (siglo XIII), procedente de la antigua parroquia de Santa María.
- Cruz de San Blas: En el camino a Garitoáin, a la izquierda de la carretera en dirección a Yárnoz, hay un crucero gótico-renacentista con capitel iconístico, último vestigio de la ermita dedicada al mismo santo que hubo en el lugar. Se cree que la talla de San Blas se llevó a Garitoáin, por confusión se consideró que era San Babil y, por extensión, la ermita que allí había también llevaba la misma advocación.[10]
- Ermita de Santa Bárbara: Fernando Pérez Ollo, informa sobre ella en su obra Ermitas de Navarra, al hacer mención de la ermita que está situada «en la cima de la Higa. Monreal subía a la Higa en la Cruz de mayo.» Indica, además, más adelante, que tal jornada, a la cual se sumaba la parroquia de Elorz, se llamaba Elizabesta. En 1939 esta ermita recibió el tejado de la ermita de Santiago, cerca de Yárnoz, «saqueada por domingueros inclementes» adecentada, reedificada por la entonces Diputación Foral de Navarra en 1977 utilizando para ello, también, la portada de la ermita de San Babil. Según consta, el 25 de septiembre se bendijo la nueva ermita.[11][12]
- Otras ermitas. Hay noticias de la presencia antaño de otras ermitas en la zona dedicadas a San Juan, San Pedro, San Salvador, Santiago o San Cristóbal.[13]

Iglesia Parroquial de Monreal
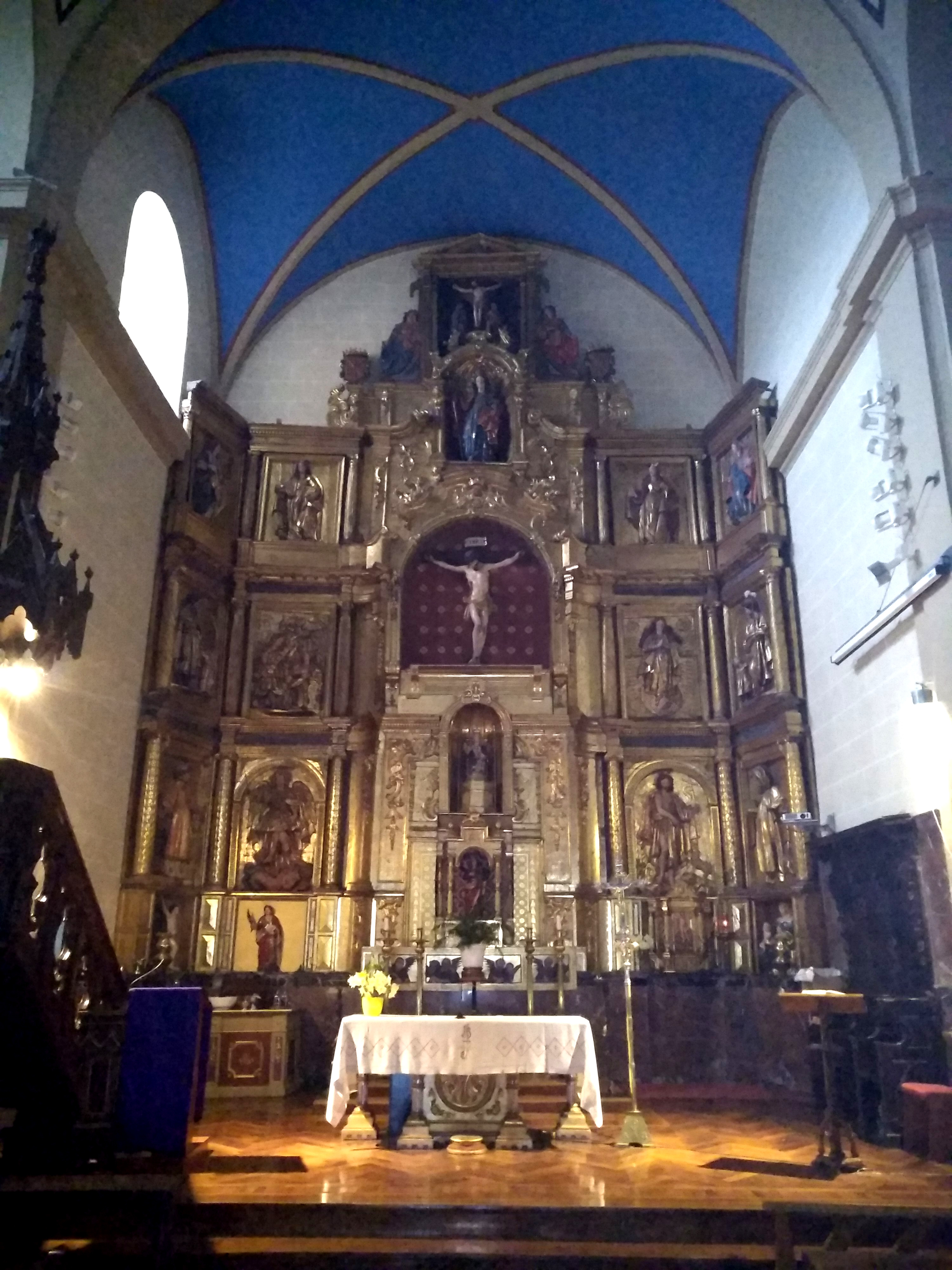
Retablo del altar mayor
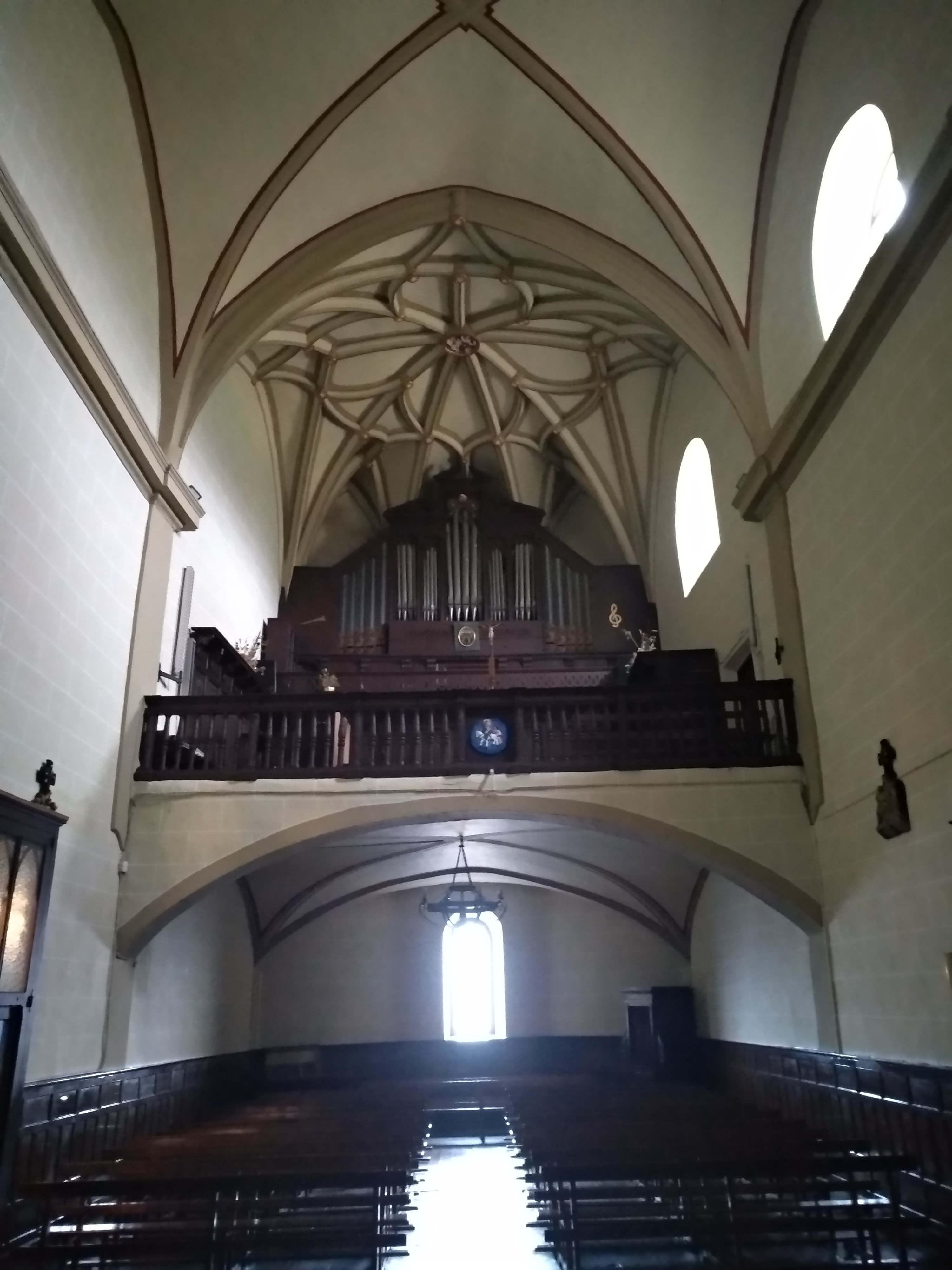
Fondo de la nave: coro, órgano y bóveda de crucería estrellada
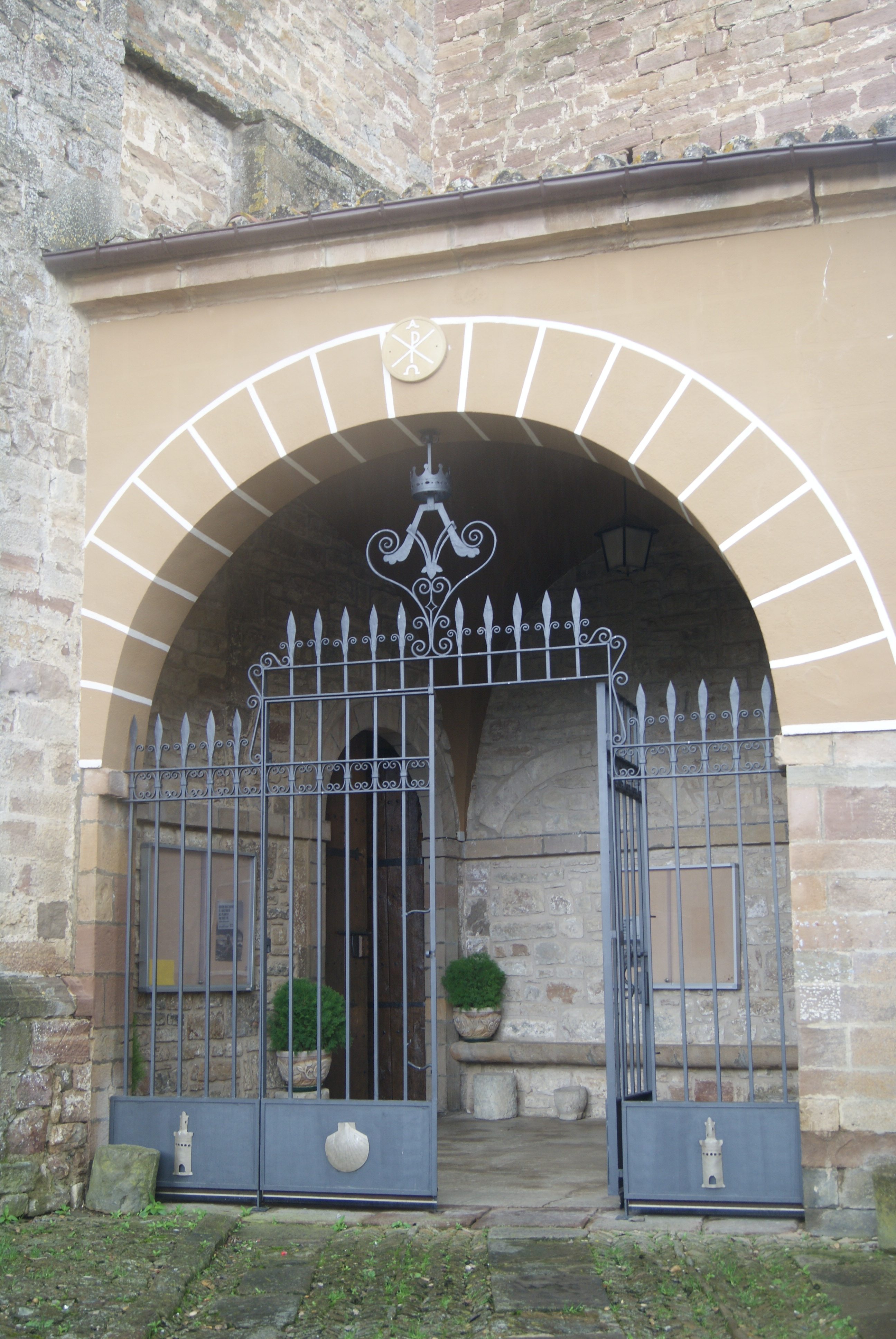
Pórtico de la iglesia
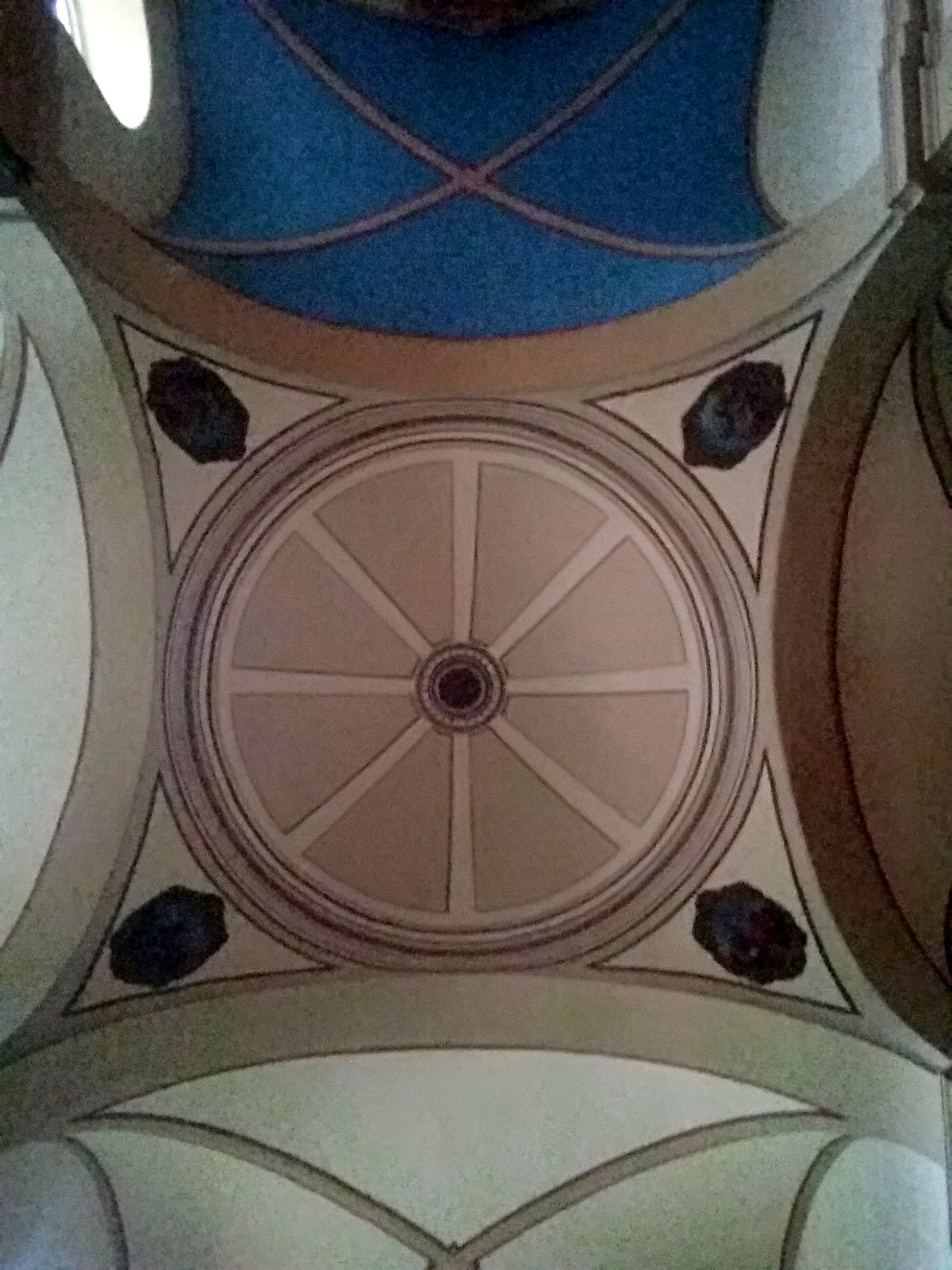
Cúpula sobre pechinas
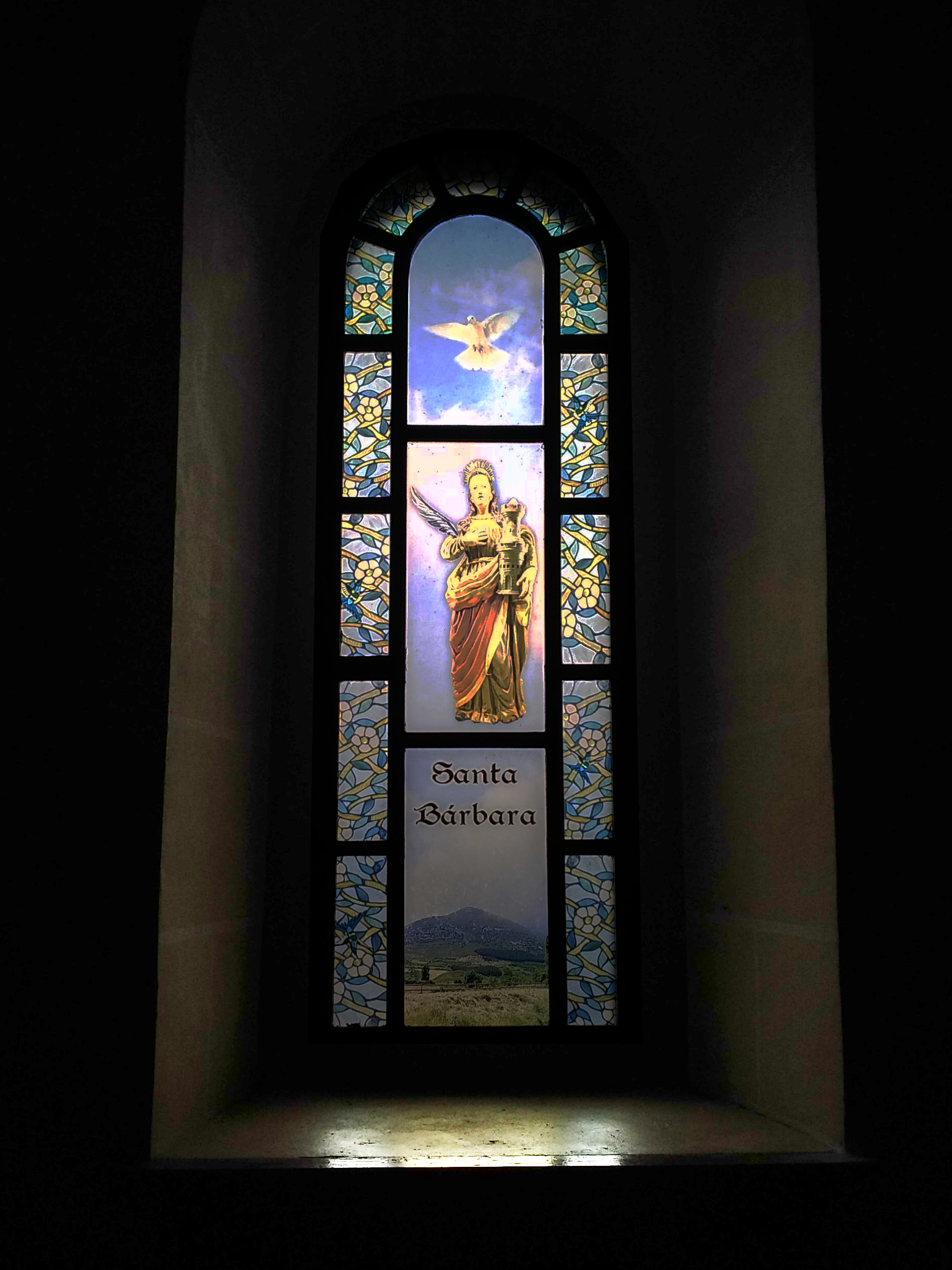
Vidriera de Santa Bárbara, orientada hacia la Higa y la érmita homónima

### Monumentos y edificios civiles de interés
- Castillo: Ruinas del Castillo en la cima del cerro en cuya falda se asienta la villa. Lo cierto es que hubo un castillo, propiedad de la Corona Navarra, en un montículo que dominaba la villa de Monreal. Fue derribado por orden de Carlos I en 1521, para no tener dificultades en el implantamiento milita al que iba a condenar al pueblo navarro. Era conocido en el siglo XIII como uno de los castillos denominado Mayores[cita requerida], por su interés estratégico y defensivo, en esta caso por defender el acceso desde Aragón a la cuenca de Pamplona. Posiblemente en su inicio estuvo formado por una sola torre de vigilancia, pero se le fueron añadiendo estructuras habitacionales y una muralla exterior hasta convertirse en residencial real. Desde allí en 1401 convocó Cortes Generales de Navarra Carlos III de Navarra; y en él estuvo encarcelado don Fadrique duque de Benavente en 1412.[14]  Recientemente se han realizado labores de recuperación, dejando al descubierto la cimentación y la parte inferior de la Torre del Homenaje, un aljibe, y otras piezas defensivas.    A pesar de ello se están realizando varias intervenciones arqueológicas que tratan de sacar a la luz una gran parte de nuestro patrimonio, el cual llevaba unos 500 años olvidado.[cita requerida]

- Puente medieval sobre el río Elorz, en el Camino de Santiago Aragonés, y junto a la villa de Monreal. Es puente gótico de piedra de dos ojos, queda en el lado opuesto del núcleo urbano respecto a la actuales carreteras, a los pies de la Higa, sobre el camino antiguo de peregrinos.
- Casa Consistorial: Construida en el año 1965, tiene una fachada de ladrillo sobre un zócalo de piedra en planta baja y galería de arcos en su planta superior. Tuvo sede anterior en la plaza del Mercado, hasta 1966, edificio destinado hoy para escuelas. El ayuntamiento está regido por alcalde y seis concejales.
- Casa de la Moneda.
- Lavadero (Centro de visitantes): Ubicado junto al frontón, fue construido en 1909 por el indiano Crisanto Ayanz.[2]

Monumentos civiles de Monreal
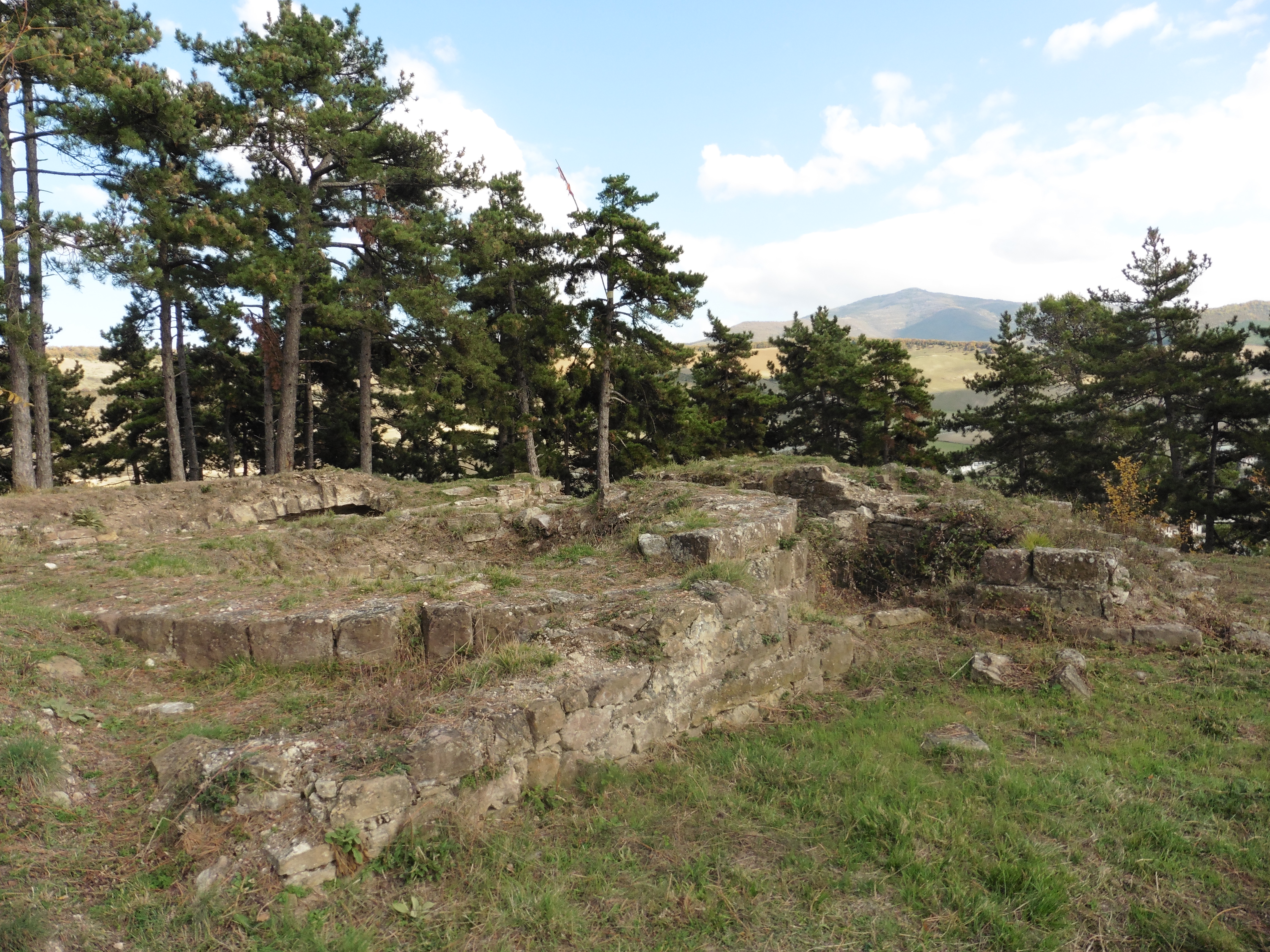
Restos del castillo, en la cumbre del cerro a cuyos pies se asienta la villa medieval
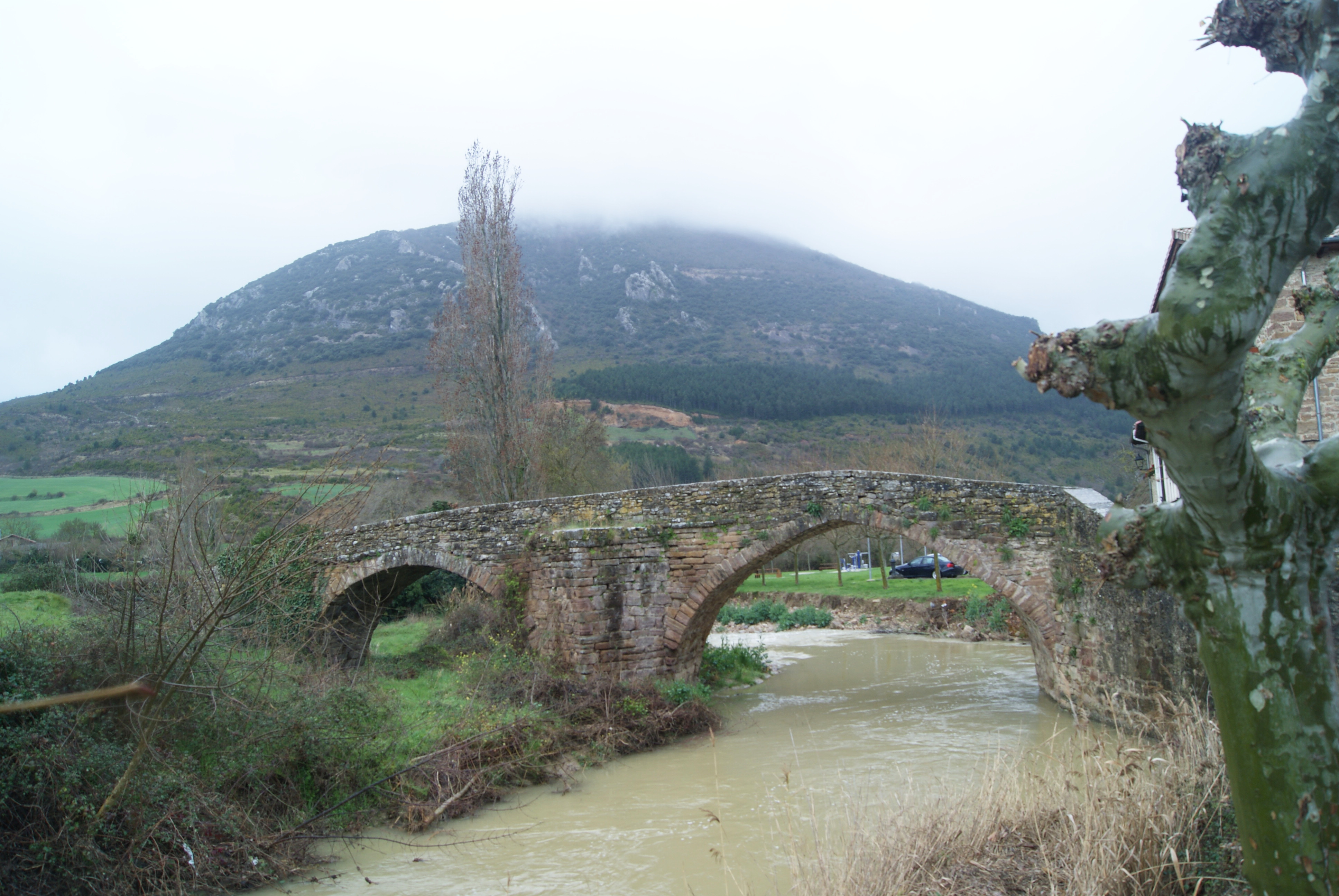
Puente medieval sobre el Camino de Santiago por la ruta que viene desde Somport y Sangüesa
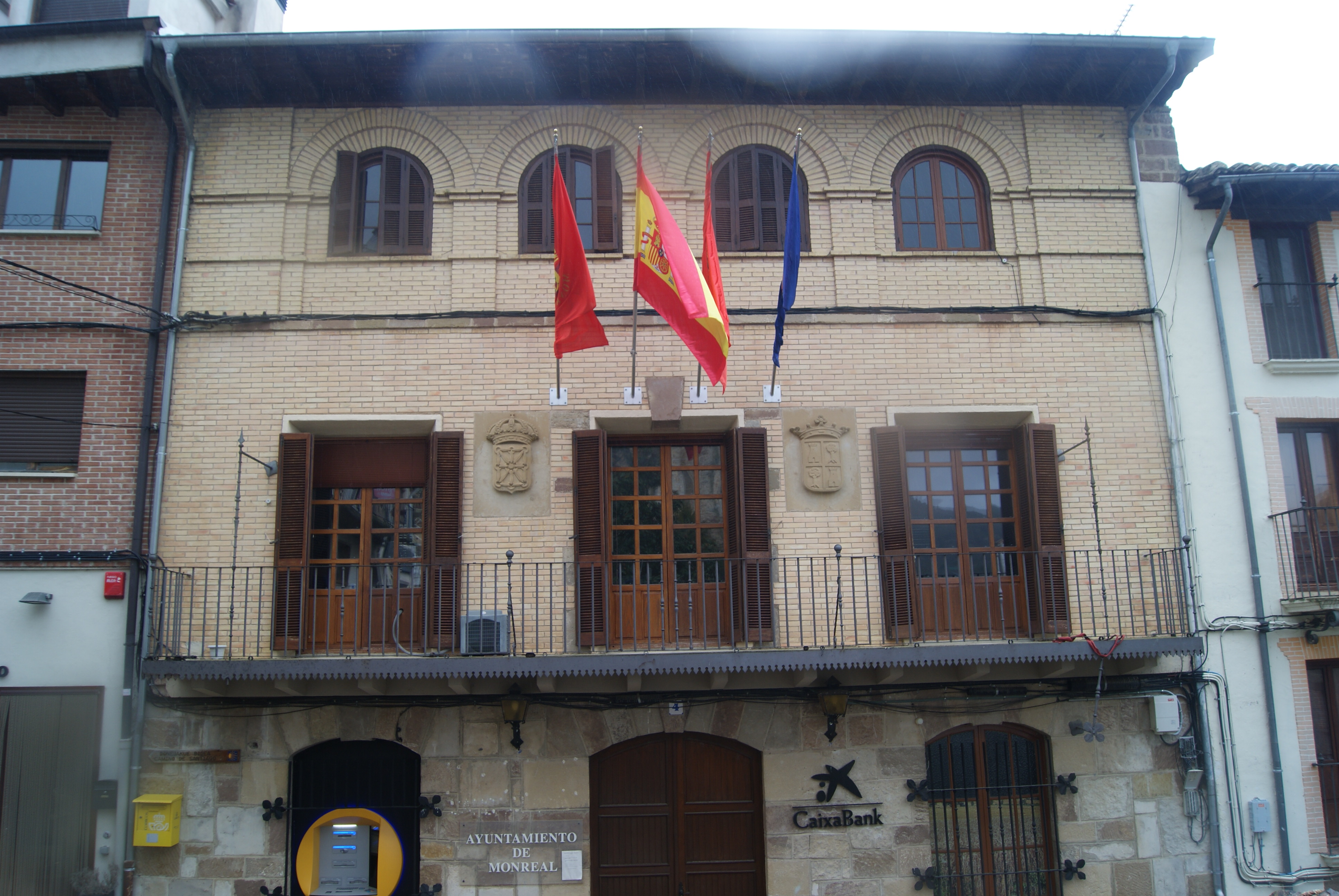
Fachada del ayuntamiento

## Deportes
Monreal ha sido cuna de grandes deportistas: pelotaris, futbolistas, montañeros, ciclistas, atletas, nadadores.[cita requerida]
En la actualidad dispone de dos frontones, el viejo y el nuevo (cubierto). También cuenta con campo de fútbol donde juega el F.C. Elomendi (antes Higueño) y también jugó el Monreal H.U. (el primero laureado con dos copas y tres ligas, el segundo con dos copas). [cita requerida]
El trofeo Higa de Monreal, con más de 40 años de historia, es uno de los campeonatos de liga interpueblos más antiguo de Navarra.[cita requerida]
Anualmente se celebra una media maratón de montaña cuya salida y llegada está en Monreal. El recorrido pasa por la sierra de Alaiz siendo el punto más alto la ascensión a la cumbre de la Higa.
En el pasado también se celebraba una competición ciclista BTT cuya meta estaba en la cima de la Higa. En la actualidad sólo se puede subir en BTT puesto que el asfalto se encuentra en mal estado y ya no permite hacerlo en bicicleta de carretera.[cita requerida]
Desde la apertura de las piscinas en el verano de 2004 se viene desarrollando una triatlón amateur y numerosas actividades relacionadas con el agua.[cita requerida]

## Fiestas
Las fiestas de Monreal son en honor a Nuestra Señora de la Natividad (8 de septiembre). La festividad de San Martín de Tours se celebra el 11 de noviembre.